# Championnat des Émirats arabes unis de beach soccer 2012
Navigation
2013
Le Championnat des Émirats arabes unis de beach soccer 2012 est le premier tournoi de ce championnat à se disputer. Quinze clubs émiratis prennent part à la compétition. Al Ahly Dubaï est le premier champion.

## Équipes
| Émirat   | Terrain         | Clubs                                                                                       |
| -------- | --------------- | ------------------------------------------------------------------------------------------- |
| Fujaïrah | Fujaïrah Club   | 6 : Fujaïrah Club, Dibba Al Hisn, 3. Masafi Club, Al Khaleej Club, Ittihad Kalba, Al Orooba |
| Charjah  | Al Humriya Club | 3 : Al Arabi Club, Ajman Club, Al Humriya Club                                              |
| Dubaï    | Al Mamzar Park  | 6 : Al Wasl Dubaï, Al Nasr Dubaï, Al Shabab Dubaï, Dubaï Club, Hatta Club, Al Ahly Dubaï    |

## Format
Lors des tours préliminaires, les équipes de chaque émirat se rencontre entre elles dans un format de tournoi à la ronde pour déterminer les quarts de finalistes : trois places sont disponibles à Dubaï et Fujaïrah et deux à Charjah.

## Tournoi

### Qualification

#### Fujaïrah
| # | Club          | Pts       |
| - | ------------- | --------- |
| 1 | Ittihad Kalba | 15 points |
| 2 | Al Orooba     | 11 points |
| 3 | Dibba Al Hosn | 9 points  |
| 4 | Fujaïrah      | 6 points  |
| 5 | Al Khaleej    | 3 points  |
| 6 | Masafi        | 0 points  |

Ittihad Kalba devient le gagnant de la première étape de l' UAE Beach Soccer League, celle qui s'est tenue dans la région de Fujaïrah. Avec une victoire sur Masafi (10-1), les jaune et noirs décrochent leur 15e point qui leur assure la tête de la poule. Khalid Ismael, attaquant de l'Ittihad, reçoit le prix du Meilleur joueur et meilleur buteur tandis que son gardien Adel Hassan est élu meilleur portier. Al Orooba essaye de suivre le rythme mais malgré la victoire contre Dibba Al Hosn (8-3), l'écart était déjà trop grand pour espérer rattraper Ittihad. Néanmoins, la victoire leur offre la deuxième position, dépassant leur adversaire du jour. Avec ces résultats, ces trois équipes se qualifient pour la phase finale.

#### Charjah
Ajman Club, en tant que champions de la zone de Charjah, et Al Hamriya obtiennent chacun une place pour la phase finale. Ajman décroche solidement la première place de la poule avec deux victoires solides : 8-4 sur Al Hamriya et 4-1 contre Al Arabi. Dans le match pour la deuxième place qualificative, Al Hamriya prend le dessus sur Al Arabi Club (2-0).

#### Dubaï
Pour la phase qualificative de Dubaï, Al Ahly recrute la star portugaise Madjer ainsi que son compatriote Rui Coimbra, le suisse Stephan Meier et l'iranien Hussain.
Al Ahly et Al Nasr  gagnent six points sur six dans la première moitié de la dernière ronde de qualification de la Ligue nationale de Beach Soccer des Émirats arabes unis. Avec une performance étonnante de Madjer, Al Ahli vient à bout du Hatta club : 7-3, dont six buts du joueur portugais complété par un but de l'international iranien Hussain. Le lendemain, Al Ahli bat Al Shabab (6-2) pour deux unités du lusitaniens. 6 points sur six pour Al Nasr aussi. Misant sur des joueurs de l'équipe nationale tel qu'Ali Karim, Adil Rami ou Abbas Ali, les bleus dominent Dubaï Club (8-5) après n'avoir donné aucune chance aux voisins Al Wasl lors de l'ouverture du tournoi (6-1). Le troisième gagnant de la deuxième journée de ce tour de qualification est le Hatta Club grâce aux efforts déployés par leur joueur charismatique Bakhit Saad et la victoire 6-2 sur Al Shabab après celle 5-4 gagner contre Dubaï Club.
Après les 3e et 4e journées, les deux même clubs sont en tête, toujours sans avoir perdu un seul point (12 sur 12). Encore une fois, Madjer est la clé dans la victoire d'Al Ahly sur Dubaï Club (7-2). Le portugais marquant quatre des sept buts de son équipe. Le lendemain il marque la moitié des réalisations pour une victoire 6-3 sur Al Wasl. Le troisième et dernier tour voit le choc entre Al Ahli et Al Nasr pour déterminer le vainqueur du groupe, tandis que le second match entre Al Shabab et Hatta Club décidera le troisième qualifié pour la phase finale.
Lors de la dernière journée, Al Ahly obtient la première place grâce à une victoire âprement disputée (3-1) sur Al Nasr et obtient ainsi 15 points sur 15 possibles. Les buts sont signés de Rashid Hassan, Stephan Meier et Madjer pour une réduction du score d'Ali Karim, élu meilleur joueur. Dans la lutte pour le troisième et dernière tickets qualificatif, Hatta club devance Al Shabab principalement grâce à une bonne performance de l'international émirati Bakhit Saat et aux arrêts d'Amer Mohammed, récompensé par le trophée de meilleur gardien de but.

### Phase finale

#### Quarts de finale
| Équipe 1      | Score | Équipe 2 |
| ------------- | ----- | -------- |
| Dibba Al-Hosn |       | Hatta    |
| Al Oroobah    |       | Ajman    |
| Al-Hamriya    |       | Al Ahly  |
| Ittihad Kalba |       | Al Nasr  |

#### Demi-finales
| Équipe 1 | Score | Équipe 2 |
| -------- | ----- | -------- |
| Hatta    |       | Ajman    |
| Al Ahly  |       | Al Nasr  |

En demi-finale, Al Ahly Dubaï élimine surement son plus sérieux adversaire, Al Nasr, au terme d'une partie serrée où seuls les tirs au but réussissent à départager les deux équipes.

#### Finale et3eplace
Al Ahly Dubaï devient le gagnant de la première édition en remportant la finale, jouée sur la plage d'Al Mamzar, contre Ajman Club. Madjer, avec 5 buts en finale, remporte le trophée de meilleur buteur. Pour la 3e place, Al Nasr bat Hatta Club (7-3) et obtient les trophées de meilleur gardien par Ali Karim et meilleur joueur par Humaid.